# Petites Diablesses
Pour les articles homonymes, voir Legacy.
Pour plus de détails, voir Fiche technique et Distribution.
Petites Diablesses (Legacy) est un film d'humour noir réalisé par Jason Dudek, sorti en direct-to-video en 2008. Haylie Duff, Madeline Zima, Kate Albrecht et Tom Green en sont les acteurs principaux.
Le film est sorti le 12 août 2008 sous le titre Legacy aux États-Unis et Pretty Little Devils au Royaume-Uni.

## Synopsis
Lana Stephens (Haylie Duff), présidente de la sororité Omega Kappa, fait passer aux élèves de première année les tests d'entrée en évinçant les filles qui, pour elle, sont trop éloignées des valeurs d'Omega Kappa. Elle pensait avoir fini ses sélections lorsqu'une ancienne membre et grande mécène de la sororité, Mme Whittington (Jane Sibbett) lui impose sa fille, Katie Whittington, comme nouvelle membre de plein droit sous peine de faire fermer Omega Kappa. Katie est une fille réservée, peu gracieuse et assez spéciale, tout l'inverse des valeurs de la sororité. Lorsqu'elle est retrouvée morte, Lana et ses deux amies Zoey Martins (Madeline Zima) et May (Monica Lo) sont suspectées et interrogées.

## Distribution
- Haylie Duff : Lana Stephens
- Madeline Zima : Zoey Martins
- Monica Lo : May
- Kate Albrecht : Katie Whittington
- Jane Sibbett : Mme Whittington
- Margo Harshman : Nina
- Laura Ashlee Innes : Emily
- Brett Claywell : Jeff Coo
- Katrina Begin : Rachel
- Ian Nelson : James
- Marisa Guterman : Fanny Applebaum
- Donnell Rawlings : inspecteur Sams
- Tom Green : inspecteur Stras
- Bert Ernst : inspecteur Richards
- Rachel Melvin : Julie
- Laura Ortiz : Pamela
- Jillian Murray : Megan
- Heather Hogan : Marilyn

## Critique
La critique fut mauvaise en général. un membre de Chud.com écrit que le film était « Miss Campus rencontre Usual Suspects. [...] le film était si léger qu'il n'atteignait même pas les attentes des filles »[réf. nécessaire]. Il salue cependant la performance d'Haylie Duff qu'il considère « compétente pour ce rôle ».